# 오클라호마주의 대학 목록
다음은 미국 오클라호마주의 대학 목록이다.
- 오클라호마 주립 대학교
- 센트럴 오클라호마 대학교
- 오클라호마 대학교

## 같이 보기
- 미국의 대학 목록
- 대학 목록